# Siergiej Czuchraj
Siergiej Aleksiejewicz Czuchraj (ros. Сергей Алексеевич Чухрай, ur. 31 maja 1955 w Kujbyszewce Wostocznoj) – radziecki kajakarz. Trzykrotny złoty medalista olimpijski.
W igrzyskach brał udział dwukrotnie (O 76. IO 80), na obu olimpiadach zdobywając medale. W 1976 wywalczył złoto w kajakowych czwórkach na dystansie 1000 metrów. Cztery lata później sięgnął po złoto na obu dystansach w dwójkach. Partnerował mu Władimir Parfienowicz. Dziewięć razy stawał na podium mistrzostw świata, trzy razy sięgając po złoto (K-2 500 m: 1979, K-2 1000 m: 1978, K-4 10 000 m: 1982), trzy po srebro (K-1 4 x 500 m: 1974, K-4 500 m: 1979, 1983) i trzy po brąz (K-2 500 m: 1978, K-2 1000 m: 1979, K-4 1000 m: 1983).